# Lierse SK
Koninklijke Lierse Sportkring (wym. [ˈkoː.nɪŋk.ˌlə.kə ˈlir.sə ˈspɔrt.ˌkrɪŋ]) lub w skrócie Lierse SK – belgijski klub piłkarski z siedzibą w mieście Lier, działający w latach 1906–2018.

## Osiągnięcia
- Mistrzostwo Belgii: 1932, 1942, 1960, 1997
- Puchar Belgii: 1969, 1999
- Superpuchar Belgii: 1997, 1999

## Europejskie puchary
Legenda do wszystkich tabel:
- Q – runda eliminacyjna, 1/16, 1/8, 1/4, 1/2 – odpowiednia faza rozgrywek, Grupa – runda grupowa, 1r gr – pierwsza runda grupowa, 2r gr – druga runda grupowa, F – finał, R – runda, PO – play-off
- k. – rzuty karne, los. – losowanie, Dogr. – dogrywka, w. – zasada bramek strzelonych na wyjeździe

| Sezon     | Rozgrywki                 | Runda    | Przeciwnik           | Dom  | Wyjazd | Ogólnie    |
| --------- | ------------------------- | -------- | -------------------- | ---- | ------ | ---------- |
| 1960/61   | Puchar Europy             | 1R       | FC Barcelona         | 0–3  | 0–2    | 0–5        |
| 1969/70   | Puchar Zdobywców Pucharów | 1R       | APOEL FC             | 10–1 | 1–0    | 11–1       |
| 1969/70   | Puchar Zdobywców Pucharów | 2R       | Manchester City      | 0–3  | 0–5    | 0–8        |
| 1971/72   | Puchar UEFA               | 1R       | Leeds United         | 0–2  | 4–0    | 4–2        |
| 1971/72   | Puchar UEFA               | 2R       | Rosenborg BK         | 3–0  | 1–4    | 4–4, w.    |
| 1971/72   | Puchar UEFA               | 1/8      | PSV Eindhoven        | 4–0  | 0–1    | 4–1        |
| 1971/72   | Puchar UEFA               | 1/4      | A.C. Milan           | 1–1  | 0–2    | 1–3        |
| 1976/77   | Puchar Zdobywców Pucharów | 1R       | Hajduk Split         | 1–0  | 0–3    | 1–3        |
| 1978/79   | Puchar UEFA               | 1R       | Carl Zeiss Jena      | 2–2  | 0–1    | 2–3        |
| 1995/96   | Puchar UEFA               | 1R       | SL Benfica           | 1–3  | 1–2    | 2–5        |
| 1996      | Puchar Intertoto          | Grupa 10 | Vasas                |      | 0–2    | 1. miejsce |
| 1996      | Puchar Intertoto          | Grupa 10 | Gaziantepspor        | 1–0  |        | 1. miejsce |
| 1996      | Puchar Intertoto          | Grupa 10 | JK Narva Trans       |      | 3–0    | 1. miejsce |
| 1996      | Puchar Intertoto          | Grupa 10 | FC Groningen         | 2–1  |        | 1. miejsce |
| 1996      | Puchar Intertoto          | 1/2      | Karlsruher SC        | 2–3  | 0–2    | 2–5        |
| 1997/98   | Liga Mistrzów             | Q        | Anorthosis Famagusta | 3–0  | 0–2    | 3–2        |
| 1997/98   | Liga Mistrzów             | Grupa F  | Bayer 04 Leverkusen  | 0–2  | 0–1    | 4. miejsce |
| 1997/98   | Liga Mistrzów             | Grupa F  | Sporting CP          | 1–1  | 1–2    | 4. miejsce |
| 1997/98   | Liga Mistrzów             | Grupa F  | AS Monaco            | 0–1  | 1–5    | 4. miejsce |
| 1999/2000 | Puchar UEFA               | 1R       | FC Zürich            | 3–4  | 0–1    | 3–5        |
| 2000/01   | Puchar UEFA               | Q        | Ekranas Poniewież    | 4–0  | 3–0    | 7–0        |
| 2000/01   | Puchar UEFA               | 1R       | Girondins Bordeaux   | 0–0  | 1–5    | 1–5        |
| 2003      | Puchar Intertoto          | 1R       | FC Encamp            | 4–1  | 3–0    | 7–1        |
| 2003      | Puchar Intertoto          | 2R       | Sloboda Tuzla        | 5–1  | 0–1    | 5–2        |
| 2003      | Puchar Intertoto          | 3R       | sc Heerenveen        | 0–1  | 1–4    | 1–5        |